# Invasió dòrica
La invasió dòrica és un concepte utilitzat pels historiadors de l'antiga Grècia per explicar la substitució dels dialectes i tradicions preclàssics al sud de Grècia pels que van prevaldre a l'època clàssica.
La llegenda explica que els doris van prendre possessió de la península del Peloponnès en un fet anomenat el retorn dels Heraclides. Els estudiosos de l'època clàssica veure en aquesta història un fet real que van anomenar invasió dòrica cap al 1200 aC. El significat del concepte ha variat amb el temps i tant historiadors com filòlegs i arqueòlegs l'han utilitzat per explicar les discontinuïtats culturals que es troben en els seus respectius camps d'estudi. El moment de l'arribada dels doris a Creta tampoc és clar, tot i que els doris van conquerir alguns llocs com Lató.

## El retorn dels Heraclides
L'antiga tradició diu que els descendents d'Hèracles, exiliats després de la seva mort, van tornar després d'algunes generacions, a fi de recuperar el domini que el seu avantpassat, Hèracles, tenia a la península del Peloponnès. La Grècia a què fan referència en el mite és l'antiga civilització micènica. La història del retorn dels Heraclides és considerada llegendària, car molts detalls difereixen d'un autor de l'època a un altre, de manera que se suposa que un clan dominant va declarar-se hereu de l'heroi grec Hèracles per legitimar el seu poder.
La l'ús del concepte retorn és completament moderna, atès que en grec té una connotació diferent. En grec les paraules són katienai o katerkhesthai, literalment es traduiria com 'davallar', 'descendir' o 'anar a baix', en el context de baixar de les terres altes a les terres baixes, o el descens de l'aigua en una inundació. Mai s'usa per al retorn a casa, que és el mot grec nostos (d'on prové nostàlgia), que s'utilitza en l'Odissea per referir-se al desig d'Odisseu de tornar a casa després d'acabar la guerra de Troia. Els heraclides no tornen a la llar, sinó que baixen al Peloponnès a guerrejar, el que convida a la moderna traducció d'invasió dòrica.
No obstant això, hi ha diferències entre els heraclides i els doris. L'historiador George Grote resumeix la relació de la següent manera:
| «              | Hèracles havia prestat una inestimable ajuda al rei dòric Egimi, quan aquest últim va ser forçat a lluitar contra els làpites. […] Hèrcules va derrotar els làpites, i va matar el seu rei Coronos, a canvi de la qual cosa Egimi li va donar la tercera part de tot el seu territori, i va nomenar el fill d'Hèracles, Hil·los, com a fill seu. | » |
| — George Grote | |   |

En aquesta època, el Peloponès era governat pels descendents de Pèlops i els heraclides (enemics dels pelòpides) van decidir recuperar el territori del qual havien estat expulsats. Però van ser derrotats pels jonis a l'istme de Corint. Hil·los va desafiar en un duel singular Èquem d'Arcàdia. Si guanyava Èquem hi hauria pau durant tres generacions i si guanyava Hil·los permetrien la recuperació del Peloponès, al final, Hil·los va ser mort per Èquem, rei de Tegea.
Tres generacions després, una aliança entre els heraclides i els doris va ocupar el Peloponès, un fet que Grote denomina «invasió victoriosa».

## El termeinvasió

Un mapa dels dialectes grecs després de l'esdeveniment o esdeveniments anomenats «invasió dòrica». Abans d'això, es creu que el dialecte parlat a la gamma dòrica posterior (excepte la mateixa Dòrida) era aqueu, del qual descendien l'arcadoxipriota i l'eòlic. El dòric va desplaçar l'aqueu al sud de Grècia.

La primera vegada que es va utilitzar el terme «invasió dòrica» va ser el 1830; una altra alternativa era «migració dòrica». Per exemple, Thomas Keightly utilitza «migració dòrica» al seu Resum de la Història, i en la Mitologia en l'Antiga Grècia i Itàlia de 1938 utilitza «invasió dòrica».